# Michael Wagener
Pour les articles homonymes, voir Wagener.
Michael Wagener (né le 25 avril 1949) est un producteur de musique, ingénieur du son et mixeur allemand,. Wagener a collaboré avec de célèbres groupes de heavy metal et hard rock durant les années 1980, notamment Dokken, Alice Cooper, Metallica, Accept ou encore Ozzy Osbourne.

## Biographie
Wagener fut le premier guitariste du groupe Accept, groupe qu'il a formé avec Udo Dirkschneider fin des années 1960. Il quittera le groupe durant les années 1970 pour devenir producteur. Il devient ingénieur du son en 1972 après avoir effectué son service militaire. Il construit son premier studio 16 pistes en 1979 à Hambourg, qu'il a nommé « Tennessee Studio ». Wagener rencontre le frontman Don Dokken lors de la tournée du groupe Dokken en Allemagne fin 1979.

## Discographie
| Année | Artiste                  | Album                           | Réalisations, | Réalisations, | Réalisations, |
| Année | Artiste                  | Album                           | P             | I             | M             |
| ----- | ------------------------ | ------------------------------- | ------------- | ------------- | ------------- |
| 1979  | Franny and the Fireballs | Rock and Roll                   | —             | ✔️            | ✔️            |
| 1979  | Dokken                   | Back in the Streets             | ✔️            | ✔️            | ✔️            |
| 1980  | Accept                   | Breaker                         | —             | ✔️            | ✔️            |
| 1981  | Mötley Crüe              | Too Fast for Love               | —             | —             | ✔️            |
| 1982  | Breslau                  | Volksmusic                      | —             | ✔️            | ✔️            |
| 1982  | Plasmatics               | Coup d'État                     | —             | ✔️            | ✔️            |
| 1982  | Accept                   | Restless and Wild               | —             | ✔️            | ✔️            |
| 1983  | Great White              | Out of the Night (E.P)          | ✔️            | ✔️            | ✔️            |
| 1983  | Raven                    | All for One                     | ✔️            | ✔️            | ✔️            |
| 1983  | Dokken                   | Breaking the Chains             | ✔️            | ✔️            | ✔️            |
| 1983  | Accept                   | Balls to the Wall               | —             | —             | ✔️            |
| 1984  | Great White              | Great White                     | ✔️            | ✔️            | ✔️            |
| 1984  | Dokken                   | Tooth and Nail                  | —             | —             | ✔️            |
| 1984  | Raven                    | Stay Hard                       | ✔️            | ✔️            | ✔️            |
| 1985  | X                        | Ain't Love Grand!               | ✔️            | ✔️            | ✔️            |
| 1985  | Stryper                  | Soldiers Under Command          | ✔️            | ✔️            | ✔️            |
| 1985  | Dokken                   | Under Lock and Key              | ✔️            | ✔️            | ✔️            |
| 1986  | Accept                   | Russian Roulette                | —             | ✔️            | ✔️            |
| 1986  | Poison                   | Look What the Cat Dragged In    | —             | —             | ✔️            |
| 1986  | Metallica                | Master of Puppets               | —             | —             | ✔️            |
| 1986  | Kane Roberts             | Kane Roberts                    | ✔️            | ✔️            | ✔️            |
| 1986  | Alice Cooper             | Constrictor                     | ✔️            | ✔️            | ✔️            |
| 1986  | WASP                     | Inside the Electric Circus      | —             | —             | ✔️            |
| 1986  | Warlock                  | True as Steel                   | —             | —             | ✔️            |
| 1987  | White Lion               | Pride                           | ✔️            | ✔️            | ✔️            |
| 1987  | Alice Cooper             | Raise Your Fist and Yell        | ✔️            | ✔️            | ✔️            |
| 1987  | Bonfire                  | Fireworks                       | ✔️            | ✔️            | ✔️            |
| 1988  | Megadeth                 | So Far, So Good... So What!     | —             | —             | ✔️            |
| 1988  | Krokus                   | Heart Attack                    | —             | —             | ✔️            |
| 1988  | Flotsam and Jetsam       | No Place for Disgrace           | —             | —             | ✔️            |
| 1988  | Overkill                 | Under the Influence             | —             | —             | ✔️            |
| 1988  | Dokken                   | Beat from the East (album live) | —             | —             | ✔️            |
| 1989  | Skid Row                 | Skid Row                        | ✔️            | ✔️            | ✔️            |
| 1989  | White Lion               | Big Game                        | ✔️            | ✔️            | ✔️            |
| 1989  | Bonfire                  | Point Blank                     | ✔️            | ✔️            | ✔️            |
| 1990  | Extreme                  | Pornograffitti                  | ✔️            | ✔️            | ✔️            |
| 1990  | Janet Jackson            | Black Cat (single)              | —             | —             | ✔️            |
| 1990  | Kane Roberts             | Saints and Sinners              | —             | —             | ✔️            |
| 1991  | Saigon Kick              | Saigon Kick                     | ✔️            | ✔️            | ✔️            |
| 1991  | Skid Row                 | Slave to the Grind              | ✔️            | ✔️            | ✔️            |
| 1991  | Ozzy Osbourne            | No More Tears                   | —             | —             | ✔️            |
| 1992  | Warrant                  | Dog Eat Dog                     | ✔️            | ✔️            | ✔️            |
| 1993  | Helloween                | Chameleon                       | —             | —             | ✔️            |
| 1994  | Sass Jordan              | Rat                             | —             | —             | ✔️            |
| 1994  | Testament                | Low                             | —             | —             | ✔️            |
| 1995  | Dokken                   | Dysfunctional                   | ✔️            | ✔️            | ✔️            |
| 1996  | Accept                   | Predator                        | ✔️            | ✔️            | ✔️            |
| 1997  | Testament                | Demonic                         | —             | —             | ✔️            |
| 1997  | Wolf Hoffmann            | Classical                       | ✔️            | ✔️            | ✔️            |
| 1999  | Roland Grapow            | Kaleidoscope                    | —             | ✔️            | ✔️            |

| Année | Artiste     | Album                    | Réalisations, | Réalisations, | Réalisations, |
| Année | Artiste     | Album                    | P             | I             | M             |
| ----- | ----------- | ------------------------ | ------------- | ------------- | ------------- |
| 2000  | HammerFall  | Renegade                 | ✔️            | ✔️            | ✔️            |
| 2002  | Dokken      | Long Way Home            | —             | ✔️            | ✔️            |
| 2005  | King's X    | Ogre Tones               | ✔️            | ✔️            | ✔️            |
| 2006  | Hydrogyn    | Bombshell                | ✔️            | ✔️            | ✔️            |
| 2006  | Skid Row    | Revolutions Per Minute   | ✔️            | ✔️            | ✔️            |
| 2008  | King's X    | XV                       | ✔️            | ✔️            | ✔️            |
| 2008  | The Rasmus  | Black Roses              | —             | ✔️            | ✔️            |
| 2009  | Crooked X   | Crooked X                | ✔️            | ✔️            | ✔️            |
| 2010  | Lordi       | Babez for Breakfast      | ✔️            | ✔️            | ✔️            |
| 2013  | Lordi       | To Beast or Not to Beast | ✔️            | ✔️            | ✔️            |
| 2014  | Tesla       | Simplicity               | —             | —             | ✔️            |
| 2017  | Great White | Full Circle              | ✔️            | ✔️            | ✔️            |